# Интеллектуализация (психология)
Интеллектуализа́ция — психологический процесс, относимый к механизмам психологической защиты, заключающийся в бессознательной попытке абстрагироваться от своих чувств. В психоанализе данный термин чаще всего употребляется в отрицательном смысле, — как абстрактное умствование вместо признания и переживания своих аффектов.

## Описание
Интеллектуализация считается более сложной формой такого защитного механизма как изоляция, однако если при изоляции человек обычно считает, что не испытывает изолированных им чувств, то при интеллектуализации он признаёт за собой некоторые эмоции (хотя часто недооценивает их силу и значение). Используя эту защиту, человек как бы переводит свои эмоции на абстрактный, интеллектуальный уровень, рассуждая о них как о неких теоретических понятиях, имеющих к нему некоторое отношение. Полноценное переживание при этом отсутствует.
Эта защита чрезвычайно эффективна, так как позволяет снижать зависимость собственного поведения от эмоций без полной потери информации об этих эмоциях. Поведение интеллектуализирующего человека в эмоционально насыщенной ситуации часто воспринимается как взрослое, зрелое, предсказуемое, и одобряется социумом. Это делает данную защиту довольно привлекательной для многих людей.
Однако и у интеллектуализации есть свои минусы. Как и любая защита, интеллектуализация всё ещё искажает восприятие реальности. Как уже упоминалось, интеллектуализирующий человек склонен недооценивать силу и значение своих эмоций. Кроме того, применяя эту защиту, человек теряет возможность полноценного переживания и, как следствие, дать адекватный эмоциональный отклик в ситуациях социального взаимодействия. Если человек имеет склонность использовать эту защиту повсеместно, во всех или почти всех эмоционально насыщенных ситуациях, у него, несомненно, возникают проблемы в близком межличностном взаимодействии, когда он блокирует таким образом проявления любви, нежности, симпатии, не может полноценно обсудить свои обиды, страхи и разочарования.
Следует различать интеллектуализацию и рационализацию: если первая подразумевает под собой интеллектуальную попытку отстранения от эмоциональных переживаний, то вторая — это их искусственное рациональное объяснение, не допускающее принятия собственных бессознательных мотивов мышления и поведения.

## Связь с характеристиками личности
Интеллектуализация, как одна из защит, позволяющих эффективно эмоционально дистанцироваться в общении, считается одной из основных защит шизоидных личностей.